# Metabolisme dels fàrmacs
El metabolisme dels fàrmacs es realitza generalment mitjançant sistemes enzimàtics especialitzats. Es tracta d'una forma del metabolisme dels xenobiòtics. Aquest metabolisme sol convertir els compostos químics lipòfils en productes polars més fàcils d'excretar. La seva velocitat és un determinant important de la durada i intensitat de l'acció dels fàrmacs. El metabolisme de les fàrmacs pot resultar en toxicació o destoxicació - l'activació o desactivació de la substància química. Tot i que es produeixen els dos casos, els principals metabòlits de la majoria de fàrmacs són productes de destoxicació.